# Barron-Latham-Hopkins Gate Lodge

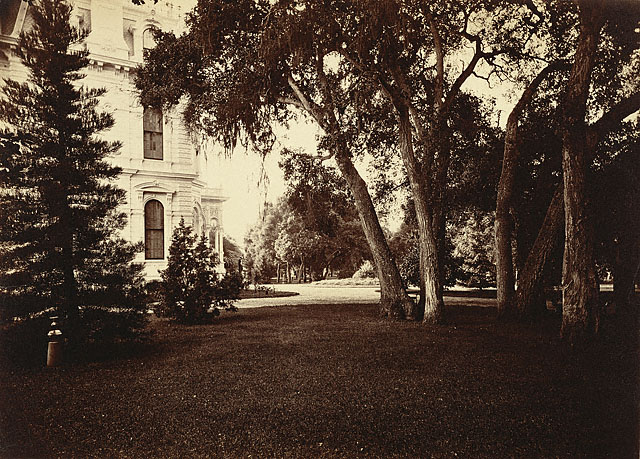
Thurlow Lodge 1874

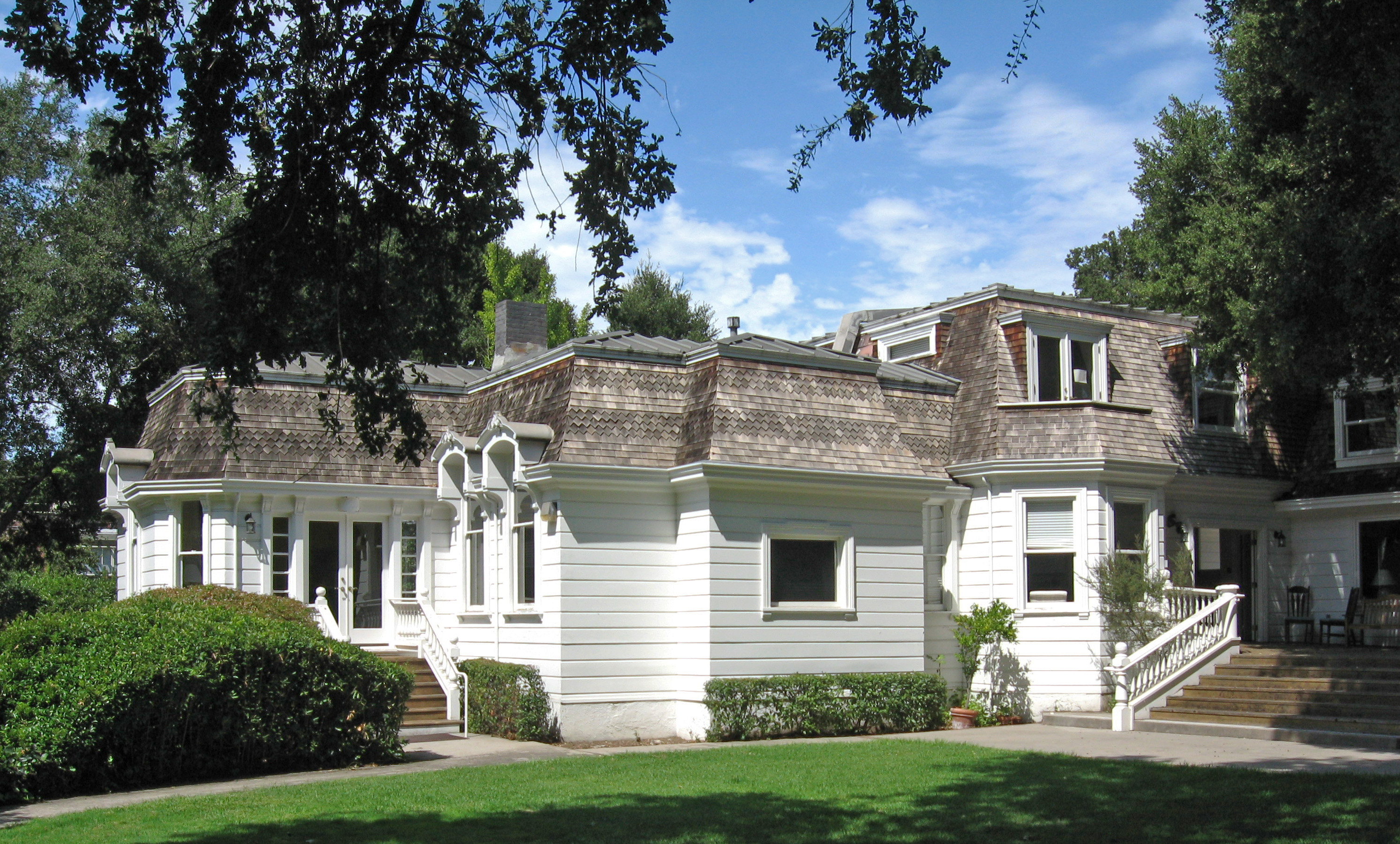
Gate Lodge

Barron-Latham-Hopkins Gate Lodge, kurz auch Gatehouse genannt, ist das älteste erhaltene Gebäude in Menlo Park.
Am 28. August 1986 wurde das Anwesen als Baudenkmal in das National Register of Historic Places aufgenommen. Es gilt als letztes „Gatehouse“, also Pförtnerhaus, in ganz Kalifornien.

## Geschichte
William Eustace Barron ließ 1864 seine Residenz in Menlo Park erbauen. Das Gatehouse stand damals im Eingangsbereich zu einem 280 Acres großen Anwesen, das ein Wohnhaus mit rund vierzig Zimmern und mehrere Nebengebäude umfasste. 
1871 ging das Anwesen für 75.000 Dollar in den Besitz von Milton Slocum Latham über und wurde in Thurlow Lodge umbenannt. Latham ließ Thurlow Lodge von der Firma Herter Brothers ausstatten und ergänzte diese heute auf verschiedene Sammlungen und Museen verteilte Innenausstattung durch zahlreiche Brunnen, die er aus Europa, wo er sich während des Bürgerkriegs aufgehalten hatte, mitgebracht hatte. Einer dieser Brunnen ist erhalten geblieben.
Die nächste Besitzerin, Mary Frances Sherwood Hopkins, die Witwe von Mark Hopkins, taufte das Anwesen in Sherwood Hall um und veränderte die Optik der Bauwerke grundlegend durch einen grünen statt des ursprünglichen weißen Anstrichs. 1888 übergab sie den Besitz an ihren Adoptivsohn Timothy Hopkins. Dieser richtete die Sunset Seed and Plant company auf dem Besitz ein. Er starb im Jahr 1936.
Mit Ausnahme der Gate Lodge und des Eingangstors wurden im Jahr 1942 alle Gebäude auf dem Grundstück abgerissen. Das Anwesen war in den Besitz der Stanford University übergegangen; zu diesem Zeitpunkt waren allerdings die Gebäude, die dann abgerissen wurden, nicht mehr nutzbar. Einen Teil des Besitzes kauften die Universal Studios, um ihn als Filmkulisse zu nutzen. 
Das letzte erhaltene Gebäude wurde während des Zweiten Weltkrieges als Offiziersquartier genutzt. Bis 1968 wurde das Gatehouse vermietet, dann kaufte Menlo Park es an. Dieser Kauf war sehr umstritten, da zahlreiche Beteiligte damals eher für den Abriss des Gebäudes plädierten. Mike Bedwell, damals City manager in Menlo Park, setzte die Rettung des Gebäudes durch, indem er eine Designausstellung in dem Gatehouse veranstaltete, die gleichzeitig der Renovierung des Gebäudes diente. Nachdem er damit Erfolg gehabt hatte, wurde das Gebäude an gemeinnützige Organisationen vermietet. Im Jahr 1996 wurde das Bauwerk durch die Junior League von Palo Alto, die inzwischen alleinige Nutzerin des Gatehouse ist, restauriert.
Das Gebäude fungiert heute als Museum.